# Pak Pong-ju
Pak Pong-ju (박봉주, nascido em 10 de abril de 1939, em Hamgyong Norte) é um político norte-coreano, que foi Primeiro Ministro da Coreia do Norte em dois períodos: entre: 3 de setembro de 2004 e 11 de abril de 2007  entre: 1 de abril de 2013 e 11 de abril de 2019. Em 2016, foi eleito para compor o Presidium do Politburo do Partido dos Trabalhadores da Coreia.

## Biografia
Em 1962, passou a ocupar o cargo de gerente da fábrica de alimentos Yongchon na Província de Pyongan do Norte.
Em outubro 1980, foi eleito como integrante suplente do Comitê Central do Partido dos Trabalhadores da Coreia (PTC).
Em julho de 1983, passou a ocupar o cargo de chefe do Comitê de Complexo Químico da Juventude Namhung.
Em maio de 1993, passou a ocupar o cargo de vice-diretor do Departamento de Indústrias Leves do PTC.
Em março de 1994, passou a ocupar o cargo de vice-diretor do Departamento de Supervisão de Política Econômica do PTC.
Em julho de 1994, integrou o comitê fúnebre do falecido líder Kim Il-sung.
Em setembro de 1998, foi nomeado para o portfólio de indústrias químicas sob o comando do Primeiro Ministo Hong Song-namm que substituiria cinco anos depois

### Entre 2004 e 2007
Em 2005, em uma sessão plenária da Assembleia Popular Suprema, falou sobre a reintrodução do sistema de distribuição pública, propôs uma solução administrativa para a distribuição de alimentos e rotulou-a como a posição do partido: "Por todos os meios, devemos atingir as metas de produção de grãos deste ano implementando completamente a política de revolução agrícola do partido, concentrando e mobilizando totalmente os esforços do país inteiro na frente agrícola".
Em 11 de abril de 2007, a Agência Central de Notícias da Coréia informou que, durante a 5ª sessão da 11ª Assembleia Popular Suprema, Pak Pong-ju foi substituído por Kim Yong-il no cargo de primeiro-ministro.

### Entre 2013 e 2019
Em 31 de março de 2013, foi eleito para integrar o Presidium do Politburo do Partido dos Trabalhadores da Coreia e, a partir de 1º de abril, substituiu Choe Yong-rim no cargo de Primeiro Ministro.
Em 11 de abril de 2019, foi substituído por Kim Jae-ryong, no cargo de Primeiro Ministro, durante a primeira sessão da 14ª Assembleia Popular Suprema e passou a exercer a vice-presidência do Partido dos Trabalhadores da Coreia.